# Namoi
Namoi (ang. Namoi River) – rzeka płynąca przez stan Nowej Południowej Walii w Australii, jeden z dopływów rzeki Darling. Rzeka ma źródła w New England Range w Wielkich Górach Wododziałowych.
Zbadana w 1827 roku przez Allana Cunninghama. W 1961 zbudowano zaporę wodną Keepit Dam w pobliżu miasta Gunnedah.
Rzekę zamieszkuje endemiczny gatunek żółwia Elseya belli z rodziny Chelidae.